# Боби Рехал
Робърт „Боби“ Уудуърд Рехал (на английски: Robert 'Bobby' Woodward Rahal; роден на 10 януари 1950 г. в Медина, Охайо) е автомобилен състезател и спортен функционер от САЩ.
Състезава се и във „формула 1“. Създател е на собствен тим в американските КАРТ серии. Известен е с това, че печели „Индианаполис 500“ както като пилот, така и като собственик на отбор.